# Trần Xuân Hòa (quan nhà Nguyễn)
Trần Xuân Hòa (? - 1862), là quan nhà Nguyễn trong lịch sử Việt Nam. Năm 1862, ông bị quân Pháp bắt được khi đang cầm quân trấn giữ Định Tường, sau đó ông đã cắn lưỡi mà chết.

## Xuất thân
Ông là con Bố Chính sứ Vĩnh Long Trần Tuyên (1801- 1841), người Quảng Trị, sinh năm nào không rõ. Ông đỗ Cử nhân năm Tân Sửu (1841), nhưng do bị bệnh phong, nên chỉ làm quan tri phủ (có lẽ là Kiến An hoặc Kiến Tường) một thời gian ngắn. Vì là con quan, lại từng làm tri phủ, nên dân gian còn gọi là Phủ Cậu.

## Ứng nghĩa chống Pháp
Khi Pháp đánh Nam Kỳ, ông do tàn tật nên phải nhờ người cõng ra ứng nghĩa. Nhà giàu, có thế lực, ông đứng ra chiêu mộ nghĩa quân. Ban đầu, nghĩa quân của Trần Xuân Hòa được phân công giữ đồn Thuộc Nhiêu (nay thuộc giồng Thuộc Nhiêu, huyện Cai Lậy, tỉnh Tiền Giang). Với sự hỗ trợ của nhân dân trong vùng, cùng với nghĩa quân, ông đã cho xây dựng dựa trên nền của một đồn quân cũ có sẵn lũy tre dày bao bọc, xây đắp một đồn mới làm căn cứ chính, gọi là Tân thành Mỹ Quý (nay thuộc ấp Quý Thành, xã Nhị Quý, huyện Cai Lậy, Tiền Giang). Thành Mỹ Quý dài khoảng 130m, ngang 50 – 60m, cách thành 500m là lũy tre dày đặc, kế đến là hệ thống hào sâu 3m, rộng 4 - 5m, dưới hào có cắm chông tre. Tường thành dày 3 – 4m, cao hơn 3m. Bốn góc thành có bốn pháo đài, trên đó có bốn khẩu thần công hướng ra bốn phía.
Từ căn cứ này, ông đã chỉ huy nghĩa quân, tập kích đồn Cai Lậy do đại úy thủy quân lục chiến Chasseriaux chỉ huy, vào 2 ngày 29 tháng 8 năm 1861 và ngày 15 tháng 9 năm 1861, làm quân Pháp chống đỡ vất vả. Do thành tích này, ông được triều đình phong chức Binh bị quan thứ Vĩnh Tường, sau thưởng thụ hàm Thị độc học sĩ.
Để đàn áp nghĩa quân, đại tá hải quân Desvaux – chính tham biện Mỹ Tho – đã sử dụng nhiều tàu chiến, trong đó có pháo hạm Norsagaray, theo đường sông Rạch Gầm tấn công đồn Thuộc Nhiêu rồi đổ bộ vào Tân thành Mỹ Quý vào ngày 25 tháng 9 năm 1861. Đồng thời, một cánh quân do Trần Bá Lộc chỉ huy từ Cái Bè đánh xuống, ép nghĩa quân vào giữa vòng vây. Cuối cùng Tân thành bị vỡ. Nghĩa quân rút về Cái Bè, củng cố lực lượng, tiếp tục kháng chiến.
Sau đó nghĩa quân của Trần Xuân Hòa liên tiếp tập kích quân Pháp ở khắp nơi: Cái Thia, Cai Lậy, Cái Bè, Rạch Gầm, Trung Lương, Tân Lý… Bên cạnh đó, quân Phủ Cậu còn phối hợp với nghĩa quân của Trương Định, Võ Duy Dương, Thủ Khoa Huân, Âu Dương Lân… Do liên kết phối hợp của các cánh nghĩa quân, nên các chỉ huy quân Pháp vô cùng lo sợ. trong các thủ lĩnh nghĩa quân, Phủ Cậu là người có học thức, nên được người Pháp nhận định "ông điều binh ra trận rất tài tình và rất lạ".
Để triệt hạ cánh quân nguy hiểm này, ngày 6 tháng 1 năm 1862, đại tá hải quân Rieuner mang quân đánh căn cứ Mỹ Trang, Bang Lềnh (thuộc Cai Lậy). Trần Xuân Hòa chỉ huy nghĩa quân chống trả mãnh liệt nhưng cuối cùng bị quân Pháp bắt được bắt và giải về Mỹ Tho. Trên đường đi, ông đã cắn lưỡi tự tử để giữ tròn khí tiết.

## Di sản
Trong một số tài liệu ít ỏi còn sót lại về Phủ Cậu thì mô tả ông là người "có quyền thế, hùng tâm, tuy mắc phải bệnh phong, ba phần thân thể đều bất toại, song vẫn lo việc nước thật đáng khen, điều binh ra trận rất tài tình và rất lạ". Sau khi ông tuẫn tiết, các chỉ huy Pháp nhận định "Tưởng rằng tình hình viên quan bị phong như vậy làm cho bọn Annam theo ta vững lòng; song xem ra nếu có xử bằng cách khác cũng vậy thôi, cũng không làm phe nghịch nao núng. Phủ Cậu không thiếu những người hậu kế và (họ) lại càng đánh phá dữ dội hơn".
Cha ông là Bố chính Vĩnh Long Trần Tuyên chết vì loạn dân năm Thiệu Trị nguyên niên. Sách Quốc triều Chính biên Toát yếu - Quyển V chép lời Tự Đức nói về cha con ông "Cha con Trần Tuyên đều có danh thơm tiết nghĩa, rực rỡ sử biên, thực là khó đặng lắm thay". Vua Tự Đức cũng ban khen ông là "người có tiết nghĩa, làm vẻ vang sử sách, khó kiếm được ai như thế". Sau khi ông tuẫn tiết, triều đình phong thưởng hàm Quang Lộc tự khanh và sai quan đạo Quảng Trị lập đền thờ.
Phủ Cậu là người có học thức, hiếu nghĩa. Nhà đơn chiếc, đi kháng chiến ông phải đem theo mẹ già. Trong trận thành Mỹ Quý thất thủ, ông may mắn thoát được nhưng không kịp đem theo mẹ già. Để trả thù trận tập kích Cai Lậy, Desvaux đã tàn sát những người trong thành, có cả mẹ của ông.
Leopold Pallu đã mô tả về ông như sau:
| “ | Le Phou-cop ou Phou-cao est fameux. Il était préfet d'un cercle qui touche l'Arroyo Commercial. Ce fut le principal meneur du quadrilatère occupé militairement par nos armes, et ses bandes osèrent quelquefois paraître sur les flancs de My-thô. Elles furent traquées et dispersées à Mi-cui. Son nom signifie le mandarin-tigre. Il lui a été donné par ses administrés à cause de sa férocité. | ” |

Tạm dịch như sau:
| “ | Tên Phủ Cọp, còn gọi là Phủ Cậu, rất nổi tiếng. Trước đây hắn là tỉnh trưởng một vùng lãnh thổ hình tròn giáp ranh với kinh Thương mại. Hắn là tên trùm trong vùng tứ giác do quân ta chiếm giữ, có khi những toán quân của hắn dám tiến sát vào gần ngay Mỹ Tho. Nhưng chúng đều bị ta rượt đuổi và phải phân tán ở Mỹ Quý. Tên hắn có nghĩa là quan cọp. Thuộc hạ của hắn gán cho tên đó vì hắn rất hung dữ. | ” |

Có thể danh từ Phủ Cọp hay Quan Cọp có lẽ để chỉ việc ông hăng hái "từng sáu lần đốc suất các người mộ nghĩa phục giết được lính Tây Dương và mã tà". Hoặc giả, do hình dáng bị phong (cùi) nên ông có hỗn danh như thế chăng?